# گزا کیش
گزا کیش (مجاری: Géza Kiss; ۲۲ اکتبر ۱۸۸۲ – ۲۳ اوت ۱۹۵۲) شناگر اهل مجارستان بود.